# Buchenegg
Buchenegg ist ein Pass und kleiner Ort im Schweizer Kanton Zürich. Er verbindet die Orte Langnau am Albis und Stallikon (Weiler Tägerst). Die Passhöhe liegt auf 786 m ü. M.. Über die Buchenegg verläuft der Wanderweg entlang des Albisgrats. Zwei Restaurants bieten eine Verpflegungsmöglichkeit. Der Ort ist nicht an das öffentliche Verkehrsnetz angeschlossen.

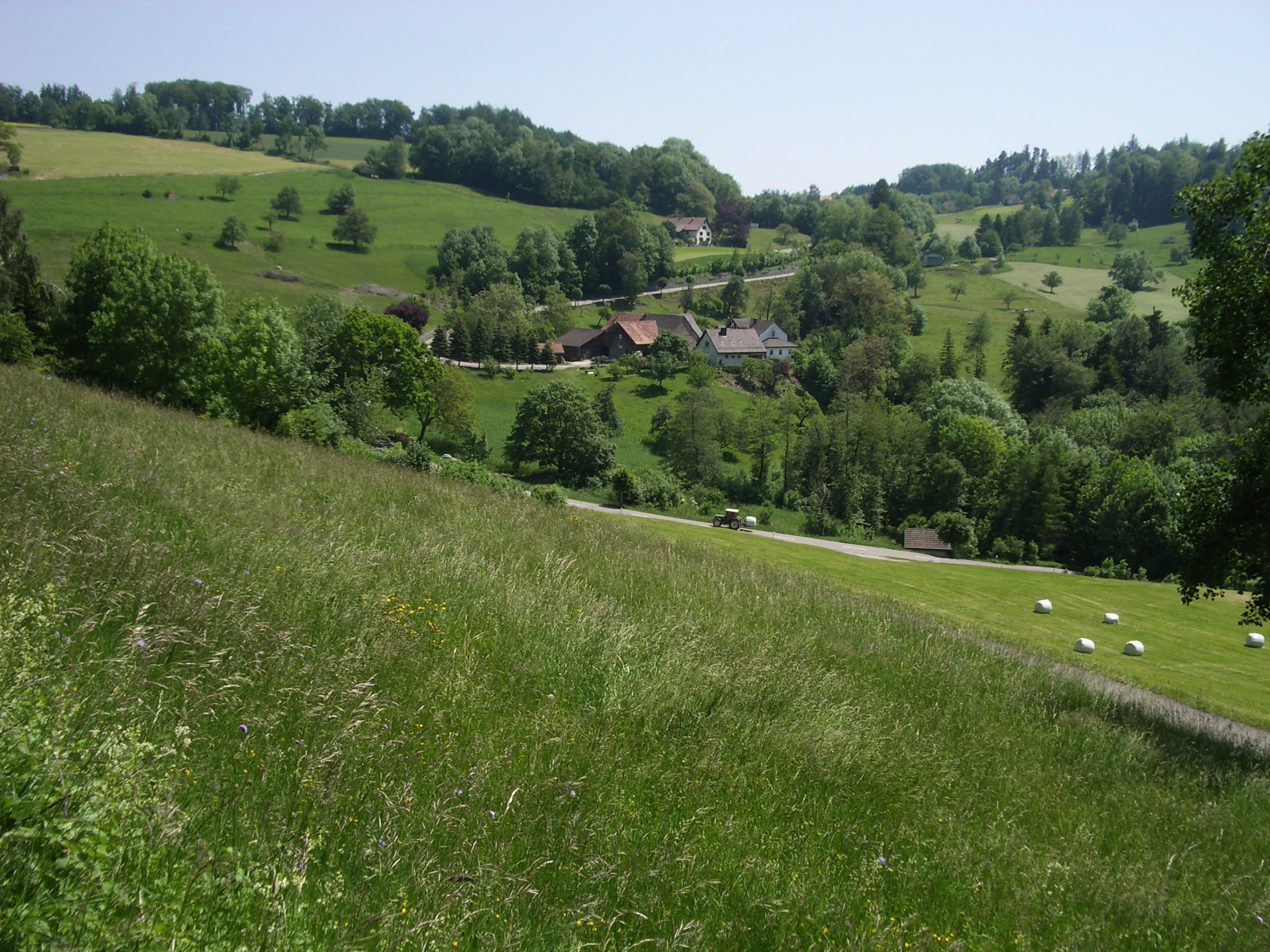
Buecheneggstrasse Albis Südseite mit Weiler Tobel
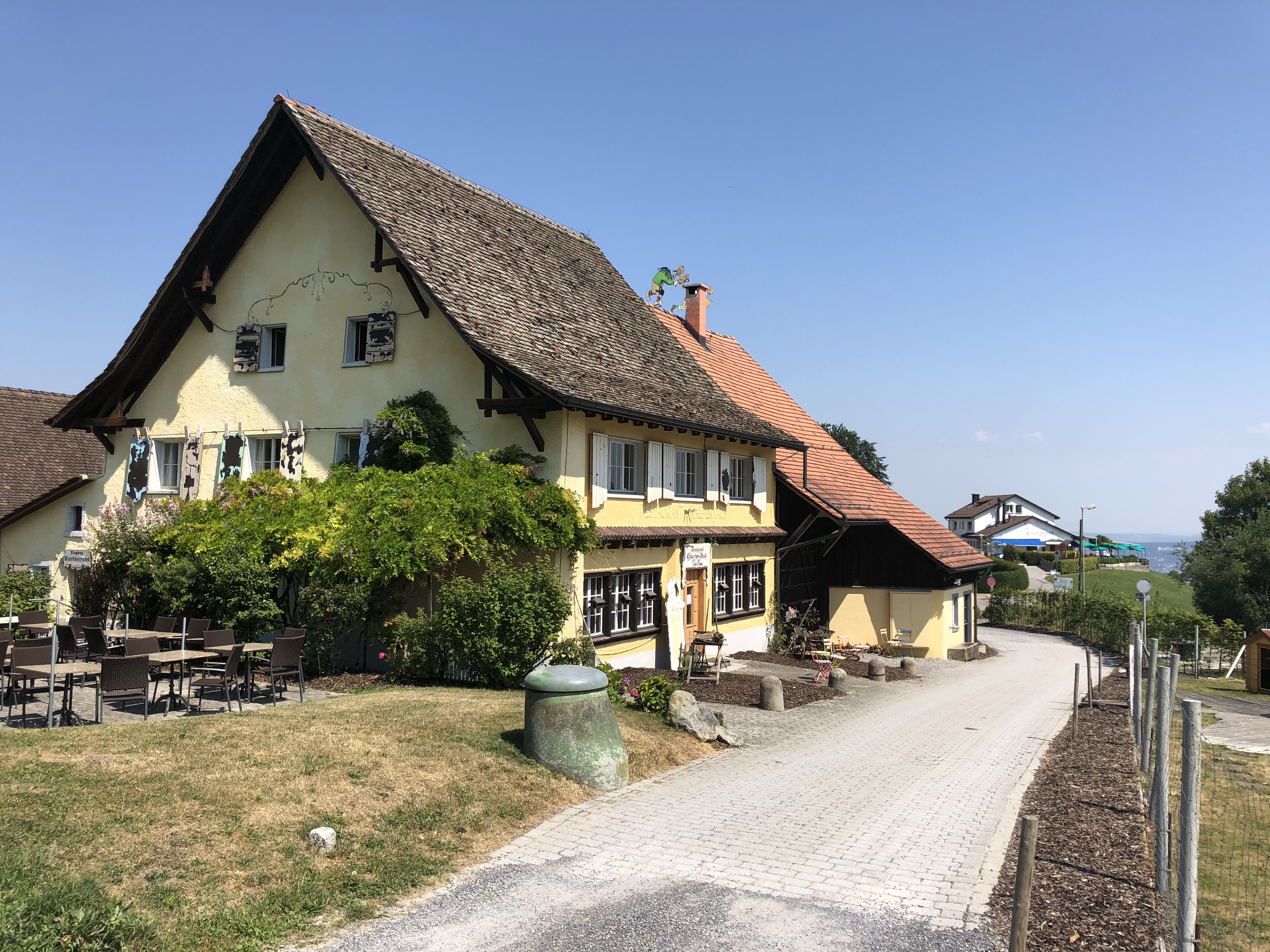
Restaurant Chnusperhüsli (alter Standort; der neue Standort ist gegenüber Restaurant Buchenegg)
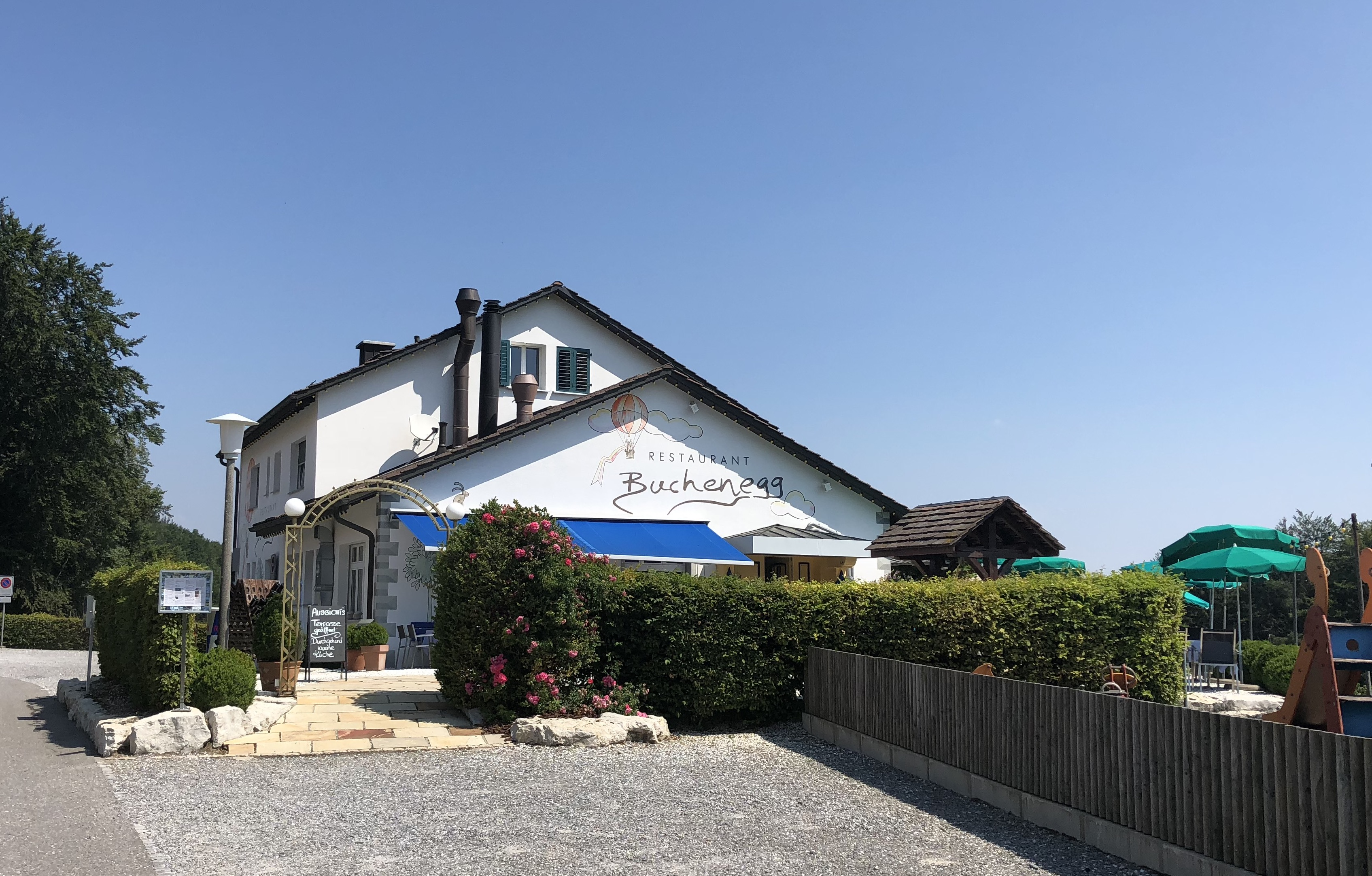
Restaurant Buchenegg

Vereinzelt findet man auch die ältere Schreibweise Buechenegg.

## Nachweise
1. 1 2  Lage & Höhe gemäß «geo.admin.ch».
2. ↑  Pass gemäß «ortsnamen.ch».
3. ↑  Ort gemäß «ortsnamen.ch».